# Дальнейшие приключения Робинзона Крузо
«Дальнейшие приключения Робинзона Крузо» — продолжение первой книги Даниеля Дефо о Робинзоне Крузо. Полное название книги: «Дальнейшие приключения Робинзона Крузо, составляющие вторую и последнюю часть его жизни, и захватывающее изложение его путешествий по трём частям света, написанные им самим». Книга впервые была опубликована в 1719 году вместе с первой частью, так как Дефо написал их одновременно.
Этот роман менее известен в России; он не издавался полностью на русском языке с 1935 по 1992 годы. Лишь в 1971 году издательством «Правда» осуществлена была ограниченным тиражом публикация его пересказа, причём последняя часть, «Робинзон в Сибири», выпущена была в сокращении.

## Сюжет
В книге Робинзон, вернувшись в Англию и разбогатев, начинает тяготиться размеренной жизнью. После смерти жены он в январе 1694 года снаряжает корабль и вместе с Пятницей снова отправляется на свой остров. Там он находит колонию поселенцев 70 человек, образованную англичанами, прибывшей на остров группой испанцев и пленёнными ими дикарями. Снабдив поселенцев необходимым, Робинзон плывёт дальше. У побережья Бразилии Пятница погибает в стычке с дикарями. Робинзон огибает мыс Доброй Надежды и подходит к Мадагаскару, где один из членов его команды насилует местную девушку. Жители нападают на моряков. Собравшись, моряки, не уведомив Робинзона, атакуют местное поселение и устраивают там резню. Робинзон вступает в спор с командой, и его оставляют на берегу Бенгальского залива.
Робинзон вместе с земляком-англичанином занимается торговлей. Дело их ширится, и они решают купить торговый корабль. Однако, достигнув Сиама, Робинзон узнаёт, что люди, продавшие ему корабль, на самом деле убили его владельца и занялись пиратством, и теперь ост-индские корабли разыскивают их, чтобы перевешать. Робинзон и его компаньон отплывают в Нанкин, где продают корабль и отправляются сухим путём в Европу через Китай, Россию и Сибирь, в соответствии с представлениями тогдашних географов называвшуюся Великой Тартарией. В частности, он в течение 8 месяцев пережидает зиму в Тобольске. Летом 1704 года Крузо добирается до Архангельска и отплывает в Германию, прибыв в Лондон в январе 1705 года в возрасте 72 лет. События книги занимают почти 11 лет.
В книге содержатся описания Китая и Сибири, как правило, малодостоверные и вымышленные. Упоминаются такие города, как Тюмень, Соликамск, Енисейск, Нерчинск, а также ряд несуществующих поселений.